# Throscodectes xederoides
Throscodectes xederoides är en insektsart som beskrevs av Rentz, D.C.F. 1985. Throscodectes xederoides ingår i släktet Throscodectes och familjen vårtbitare. IUCN kategoriserar arten globalt som starkt hotad. Inga underarter finns listade i Catalogue of Life.